# Ancistronycha cyanipennis
Ancistronycha cyanipennis är en skalbaggsart som först beskrevs av Franz Faldermann 1835.  Ancistronycha cyanipennis ingår i släktet Ancistronycha, och familjen flugbaggar. Enligt den svenska rödlistan är arten nära hotad i Sverige. Arten förekommer i Götaland, Öland och Svealand. Artens livsmiljö är skogslandskap, jordbrukslandskap.